# Ragnar Thell
Karl Nils Ragnar Thell, född 3 juni 1922 i Helsingborg, död 18 december 1997 i Krokek, var en svensk skådespelare.

## Biografi
Thell studerade vid Malmö stadsteaters elevskola 1944-1946. Han var 1950-talet bland annat verksam vid Hälsingborgs stadsteater. Han var engagerad vid Stadsteatern Norrköping-Linköping 1962-1984. Han debuterade på TV-teatern 1961. Under 1970-talet medverkade han i flera svenska TV-filmer och serier.
Efter att Thell pensionerats från sin hemmascen i Norrköping engagerade Per Gerhard honom till ett par uppsättningar på Vasan i Stockholm.
Han tilldelades Broocmanpriset 1969.

## Filmografi
| År   | Roll                        | Produktion            | Noter                          |
| ---- | --------------------------- | --------------------- | ------------------------------ |
| 1961 | Antoine Vanier, Roberts far | Huset vid landsvägen  | TV-film                        |
| 1971 |                             | Badjävlar             | TV-film                        |
| 1974 | Organist                    | Bröderna              | TV-serie                       |
| 1975 | Dr. Welin                   | Tjocka släkten        | TV-serie avsnitt 1:1, 1:2      |
| 1977 | Försvarsadvokat             | Dom i målet           | TV-film                        |
| 1978 |                             | Hedebyborna           | TV-serie avsnitt 1:1, 1:3, 1:6 |
| 1980 |                             | Mörker och blåbärsris | TV-film                        |
| 1985 | Lindelöw                    | Nya Dagbladet         | TV-serie                       |
| 1987 | Lomhörd morbror             | Trädet                | TV-film                        |
| 1991 | Melins doktor               | Tre kärlekar          | TV-serie avsnitt 2:4           |

## Teater

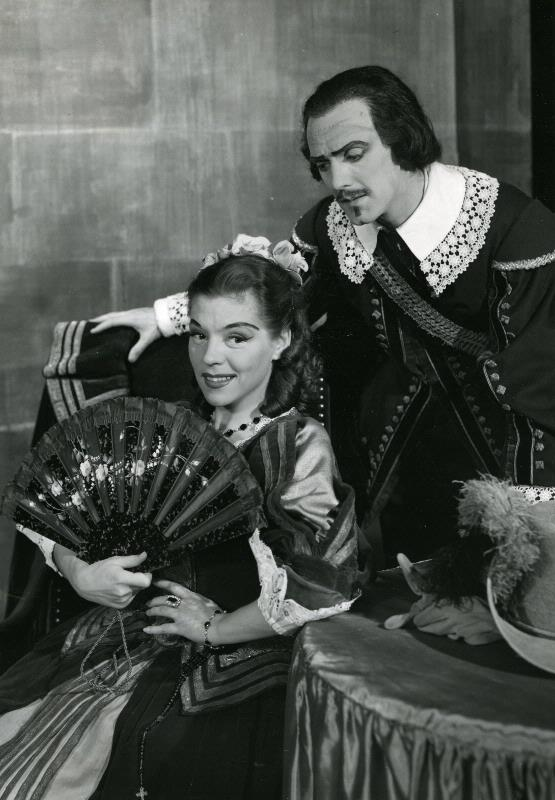
Harriet Hedenmo och Ragnar Thell i Hus med dubbel ingång på Helsingborgs stadsteater 1951.

### Roller
| År   | Roll                                | Produktion                                                                     | Regi                 | Teater                           |
| ---- | ----------------------------------- | ------------------------------------------------------------------------------ | -------------------- | -------------------------------- |
| 1941 | Sam                                 | Lyckans gullgosse Clifford Odets                                               | Rudolf Wendbladh     | Helsingborgs stadsteater         |
| 1941 | Han                                 | Kungl. Logen Karl Farkas och Hans Lang                                         | Rudolf Wendbladh     | Helsingborgs stadsteater         |
| 1942 | En student                          | Mikaels dag Harry Blomberg                                                     | Rudolf Wendbladh     | Helsingborgs stadsteater         |
| 1945 |                                     | Cyrano de Bergerac Edmond Rostand                                              | Sandro Malmquist     | Malmö Stadsteater                |
| 1945 |                                     | Det var en gång Holger Drachmann                                               | Arne Lydén           | Malmö stadsteater                |
| 1945 |                                     | Hamlet William Shakespeare                                                     | Sandro Malmquist     | Malmö Stadsteater                |
| 1947 | Han med lådan                       | Fantasilådan Else Fisher                                                       | Sture Pyk            | Helsingborgs stadsteater         |
| 1948 |                                     | Kalifens son Axel Strindberg                                                   | Gösta Folke          | Malmö Stadsteater                |
| 1948 |                                     | Vår lilla stad Thornton Wilder                                                 | Gösta Folke          | Malmö Stadsteater                |
| 1948 |                                     | Radiobragden Charlotte B. Chorpenning                                          | Georg Årlin          | Malmö Stadsteater                |
| 1948 |                                     | Fadren August Strindberg                                                       | Anders Frithiof      | Malmö Stadsteater                |
| 1948 |                                     | Lycko-Pers resa August Strindberg                                              | Gösta Folke          | Malmö Stadsteater                |
| 1948 |                                     | Drömmarnas berg Maxwell Anderson                                               | Gösta Folke          | Malmö Stadsteater                |
| 1950 | Knipp, en fattig poet               | Den lilla hovkonserten Toni Impekoven och Paul Verhoeven                       | Ingegerd Aschan      | Wasa Teater                      |
| 1950 |                                     | Tre ska man vara Jens Locher                                                   | Ingegerd Aschan      | Wasa Teater                      |
| 1951 | Baron de Charencay                  | Inte för er, mina damer Sacha Guitry                                           | John Zacharias       | Helsingborgs stadsteater         |
| 1951 | Don Felix                           | Hus med dubbel ingång Pedro Calderón de la Barca                               | John Zacharias       | Helsingborgs stadsteater         |
| 1951 | Gerald                              | Lorden från gränden L. Arthur Rose och Noel Gay                                | Nils Poppe           | Helsingborgs stadsteater         |
| 1952 | Kaptenlöjtnant Redmond              | Måsar över Sorrento Hugh Hastings                                              | John Zacharias       | Helsingborgs stadsteater         |
| 1952 | Pojken                              | Komedin om oss myror Samuel Spewack                                            | John Zacharias       | Helsingborgs stadsteater         |
| 1952 | Monsieur Henri                      | Jag vill kärleken Jean Anouilh                                                 | Ingrid Luterkort     | Helsingborgs stadsteater         |
| 1952 | William Collyer                     | Livet skall levas Terence Rattigan                                             | Ingrid Luterkort     | Helsingborgs stadsteater         |
| 1953 | Donald                              | Komedin om oss människor Moss Hart och George S. Kaufman                       | Ingrid Luterkort     | Helsingborgs stadsteater         |
| 1953 | Frederick Sterroll                  | Fallna änglar Noël Coward                                                      | Ingrid Luterkort     | Helsingborgs stadsteater         |
| 1953 | Louis Andrieu                       | Ett huvud kortare Marcel Aymé                                                  | John Zacharias       | Helsingborgs stadsteater         |
| 1953 | Hallåmannen                         | Drömflickan Elmer Rice                                                         | Johan Falck          | Helsingborgs stadsteater         |
| 1953 | Giovanni                            | Henrik IV Luigi Pirandello                                                     | Johan Falck          | Helsingborgs stadsteater         |
| 1953 | Hovmästaren                         | Rendez-vous med lyckan Jean Anouilh                                            | Johan Falck          | Helsingborgs stadsteater         |
| 1954 | Kungen                              | Mästerkatten i stövlar Hans Werner                                             | Willy Keidser        | Helsingborgs stadsteater         |
| 1954 | Gonzalo                             | Stormen William Shakespeare                                                    | Johan Falck          | Helsingborgs stadsteater         |
| 1954 | Källarmästaren                      | Kanske en diktare Ragnar Josephson                                             | Gunnar Ekström       | Helsingborgs stadsteater         |
| 1954 | B. Kaghan                           | Privatsekreteraren T.S. Eliot                                                  | Åke Engfeldt         | Helsingborgs stadsteater         |
| 1961 | Mr Mulleady                         | Gisslan (The Hostage) Brendan Behan                                            | Lars-Erik Liedholm   | Helsingborgs stadsteater         |
| 1961 | Körledaren                          | Biedermann och pyromanerna (Biedermann und die Brandstifter) Max Frisch        | Lars-Erik Liedholm   | Helsingborgs stadsteater         |
| 1961 | Wilfrid                             | Den heliga ilskan (Die große Wut des Philipp Hotz) Max Frisch                  | Lars-Erik Liedholm   | Helsingborgs stadsteater         |
| 1961 | Major Mathieu                       | Perrichons resa (Le voyage de M. Perrichon) Eugène Labiche                     | Mats Johansson       | Helsingborgs stadsteater         |
| 1962 | Enrique                             | Hustruskolan (L'école des femmes) Molière                                      | Mats Johansson       | Helsingborgs stadsteater         |
| 1962 | Baronen                             | Jeppe på berget Ludvig Holberg                                                 | John Zacharias       | Norrköping-Linköping stadsteater |
| 1962 | Pathelin                            | Advokaten Pathelin David Augustin de Brueys och Jean de Palaprat               | Lars Gerhard Norberg | Norrköping-Linköping stadsteater |
| 1963 | Benjamin Beaurevers                 | Tokan Marcel Achard                                                            | Bertil Norström      | Norrköping-Linköping stadsteater |
| 1963 | Gaston                              | Min syster och jag Ralph Benatzky                                              | Jackie Söderman      | Norrköping-Linköping stadsteater |
| 1963 | Sir Gerald Blythe                   | I hemligaste laget Arthur Watkyn                                               | Sture Ericson        | Norrköping-Linköping stadsteater |
| 1963 | Fadern Teol. dekanus                | Ett drömspel August Strindberg                                                 | Olof Molander        | Norrköping-Linköping stadsteater |
| 1964 | Teiresias                           | Antigone Sofokles                                                              | Olof Molander        | Norrköping-Linköping stadsteater |
| 1964 | Le Goelec                           | Marius Marcel Pagnol                                                           | Bertil Norström      | Norrköping-Linköping stadsteater |
| 1964 | Baron Douphol                       | La Traviata Giuseppe Verdi och Francesco Maria Piave                           | Sture Ericson        | Norrköping-Linköping stadsteater |
| 1964 | Hucklebee                           | Fantasticks Tom Jones och Harvey Schmidt                                       | Lars Gerhard Norberg | Norrköping-Linköping stadsteater |
| 1964 | de Cornabert                        | Grop åt andra Pierre-Aristide Bréal                                            | Lars Barringer       | Norrköping-Linköping stadsteater |
| 1964 | Narren Feste                        | Trettondagsafton, eller Vad ni vill William Shakespeare                        | John Zacharias       | Norrköping-Linköping stadsteater |
| 1965 | Sir George Crofts                   | Mrs Warrens yrke George Bernard Shaw                                           | Sture Ericson        | Norrköping-Linköping stadsteater |
| 1965 | Percival Browne                     | Boy Friend Sandy Wilson                                                        | Lars Barringer       | Norrköping-Linköping stadsteater |
| 1965 |                                     | Kejsarens nya kläder Per Edström och Carl-Axel Dominique                       | Ernst Günther        | Norrköping-Linköping stadsteater |
| 1965 | Gordon Gray                         | Fallet Oppenheimer Heinar Kipphardt                                            | John Zacharias       | Norrköping-Linköping stadsteater |
| 1965 | Basilio                             | Figaros bröllop Pierre de Beaumarchais                                         | Lars Gerhard Norberg | Norrköping-Linköping stadsteater |
| 1966 |                                     | Ärkeänglar spelar inte falskt Dario Fo                                         | Lars Gerhard Norberg | Norrköping-Linköping stadsteater |
| 1966 | Per Klockare                        | Erasmus Montanus Ludvig Holberg                                                | Torsten Sjöholm      | Norrköping-Linköping stadsteater |
| 1966 | Major Friedli                       | Meteoren Friedrich Dürrenmatt                                                  | John Zacharias       | Norrköping-Linköping stadsteater |
| 1966 | Frank                               | Köket Arnold Wesker                                                            | Ernst Günther        | Norrköping-Linköping stadsteater |
| 1967 | Kostyljov                           | Natthärbärget eller På botten Maksim Gorkij                                    | Lars Gerhard Norberg | Norrköping-Linköping stadsteater |
| 1967 | Medverkande                         | Å vilken härlig fred!, revy Hans Alfredson och Tage Danielsson                 | Bertil Norström      | Norrköping-Linköping stadsteater |
| 1967 | Kung Peter                          | Leonce och Lena Georg Büchner                                                  | Torsten Sjöholm      | Norrköping-Linköping stadsteater |
| 1967 | Don Quijote                         | Himmelrikets nycklar eller Sankte Per vandrar på jorden August Strindberg      | Johan Falck          | Norrköping-Linköping stadsteater |
| 1967 | Herr Ford                           | Muntra fruarna i Windsor William Shakespeare                                   | Lars Gerhard Norberg | Norrköping-Linköping stadsteater |
| 1968 | Avram                               | Spelman på taket Joseph Stein, Jerry Bock och Sheldon Harnick                  | John Zacharias       | Norrköping-Linköping stadsteater |
| 1968 | Joseph                              | Fruns salig mor Georges Feydeau                                                | Torsten Sjöholm      | Norrköping-Linköping stadsteater |
| 1968 | Rector Magnificus Sneider Hornacher | Biografi Max Frisch                                                            | Torsten Sjöholm      | Norrköping-Linköping stadsteater |
| 1968 | Pastorn                             | Mor Courage och hennes barn Bertolt Brecht                                     | Torsten Sjöholm      | Norrköping-Linköping stadsteater |
| 1969 | Översten                            | Spöksonaten August Strindberg                                                  | Lars-Erik Liedholm   | Norrköping-Linköping stadsteater |
| 1969 | Alf Cook                            | Den stora dagen Alan Seymour                                                   | Lars Gerhard Norberg | Norrköping-Linköping stadsteater |
| 1969 | Don Quijote                         | Mannen från La Mancha Dale Wasserman, Mitch Leigh och Joe Darion               | Lans-Erik Liedholm   | Norrköping-Linköping stadsteater |
| 1970 | Brudens far                         | Blodsbröllop Federico García Lorca                                             | Lars-Erik Liedholm   | Norrköping-Linköping stadsteater |
| 1970 | Kardinal Pandulfo                   | Kung Johan Friedrich Dürrenmatt                                                | Lars Gerhard Norberg | Norrköping-Linköping stadsteater |
| 1970 | Mannen                              | Bättre en tjuv i huset än en fnurra på tråden Dario Fo                         | Torsten Sjöholm      | Norrköping-Linköping stadsteater |
| 1970 | Hovmarskalken Storinkvisitorn       | Galilei Bertolt Brecht                                                         | Torsten Sjöholm      | Norrköping-Linköping stadsteater |
| 1970 | Otto Laiper                         | Berättelser från Landshut Martin Sperr                                         | Lars Gerhard Norberg | Norrköping-Linköping stadsteater |
| 1971 |                                     | Ivar Kreugers svindlande affärer Jan Bergquist och Hans Bendrik                | Evert Lindberg       | Norrköping-Linköping stadsteater |
| 1971 | Alois Wimmer                        | Spanska flugan Franz Arnold och Ernst Bach                                     | Torsten Sjöholm      | Norrköping-Linköping stadsteater |
| 1971 | Borgmästaren                        | Revisorn Nikolaj Gogol                                                         | Lars Gerhard Norberg | Norrköping-Linköping stadsteater |
| 1972 |                                     | Canterburysägner Martin Starkie, Nevill Coghill, Richard Hill och John Hawkins | Torsten Sjöholm      | Norrköping-Linköping stadsteater |
| 1972 |                                     | Den förgyllda lergöken Emil Norlander                                          | Bertil Norström      | Norrköping-Linköping stadsteater |
| 1972 | Aslaksen                            | En folkfiende Henrik Ibsen                                                     | Torsten Sjöholm      | Norrköping-Linköping stadsteater |
| 1972 | Henry Lunde                         | Hoppsan i sängen Ray Cooney och John Chapman                                   | John Zacharias       | Norrköping-Linköping stadsteater |
| 1973 |                                     | Ett Amnesty-spel Kerttu Thoren och ensemblen                                   | Kerttu Thoren        | Norrköping-Linköping stadsteater |
| 1973 | Carl Fredrik Pechlin                | Gustav III August Strindberg                                                   | Mimi Pollak          | Norrköping-Linköping stadsteater |
| 1973 | Prosten                             | Herr Puntila och hans dräng Matti Bertolt Brecht                               | Jan Lewin            | Norrköping-Linköping stadsteater |
| 1973 |                                     | Kungens rosor Bertil Norström och Lars Gerhard Norberg                         | Lars Gerhard Norberg | Norrköping-Linköping stadsteater |
| 1974 | Fredrik Egerman                     | Sommarnattens leende Stephen Sondheim och Hugh Wheeler                         | Torsten Sjöholm      | Norrköping-Linköping stadsteater |
| 1974 |                                     | Leva loppan Georges Feydeau                                                    | Lars Gerhard Norberg | Norrköping-Linköping stadsteater |
| 1974 |                                     | Drottningens juvelsmycke Carl Jonas Love Almqvist                              | Torsten Sjöholm      | Norrköping-Linköping stadsteater |
| 1975 |                                     | Boccaccio Franz von Suppé och Bertil Norström                                  | Bertil Norström      | Norrköping-Linköping stadsteater |
| 1975 | Gustav IV Adolf Karl XIV Johan      | Göta Kanal Lars Gerhard Norberg, Bertil Norström och Jan-Olof Lindstedt        | Lars Gerhard Norberg | Norrköping-Linköping stadsteater |
| 1975 | Fadern                              | Leka med elden August Strindberg                                               | Brigitte Ornstein    | Norrköping-Linköping stadsteater |
| 1975 |                                     | Predikare-Lena Tore Zetterholm                                                 | Lars Gerhard Norberg | Norrköping-Linköping stadsteater |
| 1976 | Amos Hart                           | Chicago Fred Ebb, Bob Fosse och John Kander                                    | Torsten Sjöholm      | Norrköping-Linköping stadsteater |
| 1976 | Ronald Brewster-Wright              | Gin och bitter lemon Alan Ayckbourn                                            | Torsten Sjöholm      | Norrköping-Linköping stadsteater |
| 1976 | Farfadern                           | Den goda människan från Sezuan Bertolt Brecht och Paul Dessau                  | Lars Gerhard Norberg | Norrköping-Linköping stadsteater |
| 1977 | Montague                            | Romeo och Julia William Shakespeare                                            | Hans Elfvin          | Norrköping-Linköping stadsteater |
| 1984 |                                     | Gamle Adam Franz Arnold och Ernst Bach                                         | Per Gerhard          | Vasateatern                      |
| 1989 |                                     | Charleys tant Brandon Thomas                                                   | Per Gerhard          | Vasateatern                      |

### Regi
| År   | Produktion                                     | Upphovsmän    | Teater      |
| ---- | ---------------------------------------------- | ------------- | ----------- |
| 1957 | Herren och hans tjänare Herren og hans tjenere | Axel Kielland | Wasa Teater |